# Paris–Tours

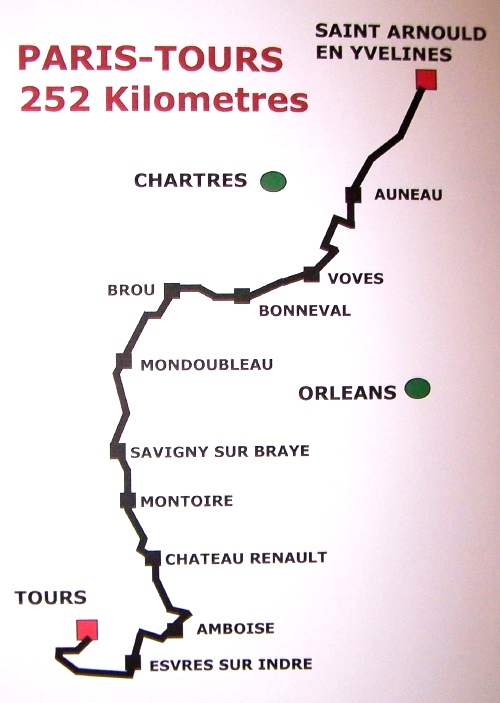
Kartsträckning över Paris-Tours 2005.

Paris–Tours (mellan 1974 och 1975 Tours–Versailles och mellan 1976 och 1987 Grand Prix d'Automne) är en fransk cykeltävling som ingår i UCI ProTour. Loppet går mellan utkanterna av Paris till katedralstaden Tours en söndag i första halvan av oktober. Bansträckningen var totalt sett ganska platt så loppet passade bra för sprinters, men sedan 2018 inkluderar det en del backar före de sista kilometrarna till mål (dessutom går sedan dess en stor del av loppets avslutning på smala vägar med dålig beläggning som gatsten eller grus - vissa grussträckor har till och med en grässträng i mitten!). Den högsta punkten i loppet är 200 meter på Le Gault-du-Perche. Tävlingen avslutades tidigare ofta med en klungspurt på Avenue du Grammont i Tours.
Loppet startade 1896 som ett lopp för amatörer, vilket gör det till en av de äldsta cykeltävlingarna i världen. Tävlingen var organiserad av tidningen Paris-Velo och vinnare blev fransmannen Eugène Prévost. 
Loppet tog sedan en paus under fem år men kom sedan tillbaka igen som amatörtävling. Efter ytterligare fem år, 1906, blev tävlingen årlig för professionella cyklister med tidningen L’Auto som organisatör. Numera är arrangören Amaury Sport Organisation, som också anordnar Tour de France.
Under tävlingen 1921 avslutade hälften av cyklisterna loppet när de kom till Chartres. Vinnaren av loppet, Francis Pélissier, fick en punktering sent i loppet, men hans händer var så frusna att han var tvungen att dra av däcket från fälgen med tänderna. Han fortsatte loppet och hämtade in Eugène Christophe innan Pélissier fortsatte loppet i ensam ledning till målet.
Rekordet för antalet segrar i tävlingen är tre och innehas av Gustaf Daneels (1934, 1936, 1937), Paul Mayé (1941, 1942, 1945), Guido Reybroeck (1964, 1966, 1968) och Erik Zabel (1994, 2003, 2005).
Eddy Merckx vann aldrig Paris-Tours, men hade möjligheten att göra det 1968, men han lämnade över segern till sin stallkamrat Guido Reybrouck, som tack för att han hade hjälpt honom under början av säsongen. Erik Zabel tog sin första stora seger när han vann Paris-Tours 1994. Zabel vann sedan tävlingen igen under säsongerna 2003 och 2005. Jacky Durand, Andrea Tafi, Marc Wauters, Richard Virenque och Erik Dekker har alla vunnit tävlingen genom en soloutbrytning alternativt spurt från liten grupp.
Paris-Tours och Lombardiet runt (som sedan 2016 körs på en lördag) avhålls samma helg eller med en veckas mellanrum och kallas ibland för höstdubbeln. Loppen är olika i karaktären då Lombardiet runt är för bergsspecialister. Tre cyklister har lyckats med att vinna båda tävlingarna, Philippe Thys (1917), Rik Van Looy (1959) och Jo de Roo (1962 och 1963).

## Vinnare[5][6]

### Paris–Tours
- 2024  Christophe Laporte
- 2023  Riley Sheehan
- 2022  Arnaud Démare
- 2021  Arnaud Démare
- 2020  Casper Pedersen
- 2019  Jelle Wallays
- 2018  Søren Kragh Andersen
- 2017  Matteo Trentin
- 2016  Fernando Gaviria
- 2015  Matteo Trentin
- 2014  Jelle Wallays
- 2013  John Degenkolb
- 2012  Marco Marcato
- 2011  Greg Van Avermaet
- 2010  Óscar Freire
- 2009  Philippe Gilbert
- 2008  Philippe Gilbert
- 2007  Alessandro Petacchi
- 2006  Frédéric Guesdon
- 2005  Erik Zabel
- 2004  Erik Dekker
- 2003  Erik Zabel
- 2002  Jakob Piil
- 2001  Richard Virenque
- 2000  Andrea Tafi
- 1999  Marc Wauters
- 1998  Jacky Durand
- 1997  Andrei Tchmil
- 1996  Nicola Minali
- 1995  Nicola Minali
- 1994  Erik Zabel
- 1993  Johan Museeuw
- 1992  Hendrik Redant
- 1991  Johan Capiot
- 1990  Rolf Sørensen
- 1989  Jelle Nijdam
- 1988  Peter Pieters
- 1987  Adri van der Poel
- 1986  Phil Anderson
- 1985  Ludo Peeters
- 1984  Sean Kelly
- 1983  Ludo Peeters
- 1982  Jean-Luc Vandenbroucke
- 1981  Jan Raas
- 1980  Daniel Willems
- 1979  Joop Zoetemelk
- 1978  Jan Raas
- 1977  Joop Zoetemelk
- 1976  Ronald Dewitte
- 1975  Freddy Maertens
- 1974  Francesco Moser
- 1973  Rik Van Linden
- 1972  Noël Van Tyghem
- 1971  Rik Van Linden
- 1970  Jürgen Tschan
- 1969  Herman Van Springel
- 1968  Guido Reybrouck
- 1967  Rik Van Looy
- 1966  Guido Reybrouck
- 1965  Gerben Karstens
- 1964  Guido Reybrouck
- 1963  Jo de Roo
- 1962  Jo de Roo
- 1961  Jos Wouters
- 1960  Jo de Haan
- 1959  Rik Van Looy
- 1958  Gilbert Desmet
- 1957  Fred De Bruyne
- 1956  Albert Bouvet
- 1955  Jacques Dupont
- 1954  Gilbert Scodeller
- 1953  Jos Schils
- 1952  Raymond Guegan
- 1951  Jacques Dupont
- 1950  André Mahé
- 1949  Albert Ramon
- 1948  Louis Caput
- 1947  Briek Schotte
- 1946  Briek Schotte
- 1945  Paul Maye
- 1944  Lucien Teisseire
- 1943  Gabriel Gaudin
- 1942  Paul Maye
- 1941  Paul Maye
- 1940 inställt
- 1939  Frans Bonduel
- 1938  Jules Rossi
- 1937  Gustave Danneels
- 1936  Gustave Danneels
- 1935  René Le Grèves
- 1934  Gustave Danneels
- 1933  Jules Merviel
- 1932  Jules Moineau
- 1931  André Leducq
- 1930  Jean Marechal
- 1929  Nicolas Frantz
- 1928  Denis Verschueren
- 1927  Heiri Suter
- 1926  Heiri Suter
- 1925  Denis Verschueren
- 1924  Louis Mottiat
- 1923  Paul Deman
- 1922  Henri Pélissier
- 1921  Francis Pélissier
- 1920  Eugène Christophe
- 1919  Hector Tiberghien
- 1918  Charles Mantelet
- 1917  Philippe Thys
- 1915–1916 inställt
- 1914  Oscar Egg
- 1913  Charles Crupelandt
- 1912  Louis Heusghem
- 1911  Octave Lapize
- 1910  François Faber
- 1909  François Faber[7]
- 1908  Omer Beaugendre
- 1907  Georges Passerieu
- 1906  Lucien Petit-Breton
- 1902–1905 inställt
- 1901  Jean Fischer
- 1897–1900 inställt
- 1896  Eugène Prévost

### Tours–Paris
Under säsongerna 1917 och 1918 fanns det också ett lopp som gick mellan Tours och Paris, det vill säga tvärtom mot Paris-Tours. Vinnare blev:
| - 1917 Charles Deruyter Belgien - 1918 Philippe Thys Belgien |

### Paris–Tours Espoirs
Paris-Tours Espoirs startade första gången 1991.
| - 1991 Lars Michaelsen Danmark - 1992 Arvis Piziks Lettland - 1993 Cyril Saugrain Frankrike - 1994 Nicolas Jalabert Frankrike - 1995 Pascal Giguet Frankrike - 1996 Franck Perque Frankrike | - 1997 Miguel van Kessel Nederländerna - 1998 Thor Hushovd Norge - 1999 Gorik Gardeyn Belgien - 2000 Tom Boonen Belgien - 2001 Samuel Dumoulin Frankrike - 2002 Maryan Hary Frankrike | - 2003 Mathieu Claude Frankrike - 2004 Vincent Jérôme Frankrike - 2005 Fabien Patanchon Frankrike - 2006 Huub Duyn Nederländerna - 2007 Jürgen Roelandts Belgien - 2008 Tony Gallopin Frankrike - 2009 Mathieu Halleguen Frankrike |